# La Burbanche
La Burbanche är en kommun i departementet Ain i regionen Auvergne-Rhône-Alpes i östra Frankrike. Kommunen ligger  i kantonen Virieu-le-Grand som ligger i arrondissementet Belley. Kommunens areal är 10,82 km². År 2022 hade La Burbanche 97 invånare.

## Befolkningsutveckling
Antalet invånare i kommunen La Burbanche
Referens: INSEE